# Madureira (Rio de Janeiro)
Madureira é um bairro da Zona Norte do município do Rio de Janeiro, Capital do Estado de mesmo nome, no Brasil. É um bairro muito popular da cidade, sendo conhecido como "Capital do Subúrbio", "Coração da Zona Norte" e "Berço do Samba". É fundamental para a cultura e economia da cidade. É um bairro de localização central e de encontro de algumas linhas de trens da SuperVia e de Bus Rapid Transit (BRT) que operam na cidade. Interliga vários bairros da Zona Norte, Zona Oeste e da Baixada Fluminense. O destaque também fica por conta do tamanho do bairro, de quase quatrocentos hectares, um terço maior do que a média dos bairros da Zona Norte.
É uma referência comercial e cultural para os bairros vizinhos: Cascadura, Campinho, Cavalcanti, Engenheiro Leal, Oswaldo Cruz, Turiaçu e Vaz Lobo. O bairro tem uma grande diversidade de opções de lazer como shoppings, escolas de samba, clubes, bares, bailes e o Parque de Madureira. O bairro é cortado por uma amplitude de linhas de ônibus e possui uma grande variedade de estabelecimentos comerciais, sendo o segundo maior centro comercial e o quinto maior centro financeiro da cidade, e o maior do subúrbio comercialmente e financeiramente.
O bairro é famoso por sediar duas grandes escolas de samba, Império Serrano e a Portela, além de ter o maior mercado popular do Brasil (o Mercadão de Madureira) e o terceiro maior parque da cidade (Parque Madureira, que possui uma área de 103,5 mil metros quadrados). Possui nove tradicionais paróquias católicas. Possui, ainda, uma rádio exclusiva para toda a região, a emissora Bicuda (FM 98,7), com programação durante as 24 horas do dia. Seu índice de desenvolvimento humano) em 2000 era de 0,831, o 67º melhor do município dentre 126 bairros avaliados, sendo considerado regular.
O bairro se destaca por conta de uma amplitude de linhas de ônibus e ramais de trem que levam a diversos bairros do Rio de Janeiro; por sua enorme variedade de estabelecimentos comerciais; e também por sua população, o bairro é composto por pessoas de diversas etnias, a presença e cultura negra é bem marcante na região, há também muitos imigrantes e descendentes, como portugueses, italianos, japoneses, chineses, bolivianos, sírios e coreanos, por migrantes vindos principalmente da Região Nordeste do Brasil, além de trabalhadores que vêm de outros bairros, que engrossam a força de trabalho e contribuem para uma parte do produto interno bruto do município.

## História
Após o surgimento em 1613 da freguesia de Nossa Senhora da Apresentação do Irajá, no ano de 1648, foi lavrada escritura de doação da Fazenda do Campinho, situada no local, em nome de dona Maria de Oliveira. Maria deixou em testamento que sua herança deveria ser dividida entre seu filho Sebastião de Oliveira e Agostinho Barbalho Bezerra, que por anos havia prestado assistência à fazenda. Em 1660, a fazenda foi comprada por Ambrósio de Araújo. Este proprietário não continuou com a propriedade repassando para Gregório da Fonseca. Em 1689, Gregório decide vender novamente a fazenda, que teve como novos donos então os judeus novos Pedro Sanches da Fonseca e Pedro Mendes Henriques. 
Vendida mais uma vez, estava em propriedade de Agostinho de Paredes, também cristão novo, quando passou pela invasão de franceses, em 1710. Além de ter a fazenda depredada, Paredes acabou então perdendo a propriedade, e em 1715 Joaquim de Almeida Soares arremataria em leilão a fazenda do Campinho. Em 1717, Joaquim constrói a capela da fazenda, dedicada a nossa Senhora das Mercês, tendo a imagem vindo de Portugal. Havia também uma pia batismal em faiança italiana.
Em 1741, o grande engenho é vendido a Cipriano Ferreira, e em 1778 para Antônio Pereira da Costa, que desmembra a fazenda em dois lotes e vende para o alferes Antônio Pereira da Costa e Albuquerque e ao tenente José Fructuoso Monteiro.
Em 1783, o lote de Antônio Pereira da Costa é dividido em dois lotes menores, sendo o segundo então vendido para Antônio Correia da Costa Pimentel. 
No ano de 1785, o novo proprietário, José Rodrigues de Aragão teve seus bens confiscados pela coroa portuguesa por motivo de dívidas. A fazenda então foi levada a leilão quatro anos depois, sendo o novo proprietário então o capitão José Ferreira do Couto Menezes, arrematando o engenho por 5:800$000 contos de réis.
Segundo documento demarcatório da fazenda, datado de 5 de outubro de 1791, homologado pelo ouvidor geral da corte, Balthazar da Silva Lisboa, as fazendas limítrofes a do Campinho seriam a fazenda do sítio das Pedras, de Carlos Luakin, a fazenda da Bica, de Bernardo Pinto da Veiga, e o engenho do Portella, de dona Thereza Maria.
Em 1800, o capitão Couto Menezes vende sua fazenda ao capitão paulista Francisco Ignácio do Canto. Natural da cidade de São Luiz do Paraitinga, o novo proprietário era casado com dona Rosa Maria dos Santos e tinha uma filha adotiva, dona Maria Rosa dos Santos.
Logo que assumiu o controle da fazenda do Campinho, Francisco Ignácio foi procurado por Lourenço de Madureira, português nascido em Miranda D'Ouro, que já havia sido empregado do ex-proprietário João Ferreira do Couto Menezes, que alugou uma gleba de terras da propriedade.
No dia 22 de julho de 1816, morre Francisco Ignácio do Canto. Após sua morte, sua esposa Rosa abre inventário para receber em seu nome os bens do finado companheiro. Rosa após a viuvez entrou em conflito com Lourenço Madureira, que alegava que os aluguéis que pagava ao finado Francisco seriam na verdade parcelas de compra do terreno. Mesmo com o auxílio de dom João VI, frequentador assíduo da fazenda do Campinho, e de outras pessoas de amizade de dona Rosa, Lourenço saiu vitorioso no processo judicial. Somente 12 anos depois Lourenço foi despejado das terras, por acordo informal proposto pelo administrador dos bens de dona Rosa, o negociante português Domingos Lopes da Cunha, que propôs o pagamento de uma indenização. Domingos era cunhado da filha adotiva de dona Rosa, e era também seu procurador.
30 anos depois da morte do marido, no dia 25 de dezembro de 1846, morria então dona Rosa Maria dos Santos, deixando em testamento a fazenda para Victorino Francisco Simões e Domingos Lopes da Cunha.
Em 1863, Domingos Lopes se casou com dona Clara Joaquina Simões, filha de Victorino Simões. Domingos decidiu renomear a fazenda em homenagem à sua esposa. Da união do casal, nasceram Maria e Antônio Lopes da Cunha, sendo Maria mãe de João Macieira, Marietta Macieira, Alayde Macieira e Maria José Macieira, todos tendo seus nomes homenageados em ruas do bairro. Antônio teve 5 filhos, José, Antonietta, Marietta, Gracietta e Georgeta, sendo apenas Antonietta homenageada em uma rua que se origina na rua Carlos Xavier.
Lourenço Madureira continuou morando em terreno limítrofe a fazenda do Campinho, até falecer em 16 de fevereiro de 1851. Após a sua morte, com o loteamento da fazenda pela sua filha, única herdeira, surgiu a semente do que viria a se tornar o bairro de Madureira.
O engenho do Portella, de propriedade de Miguel Gonçalves Portella, um dos maiores produtores de rapadura, aguardente, cana de açúcar, também foi loteado.  
Na fazenda Dona Clara, continuou como proprietária Clara Simões Lopes, que posteriormente se casou com o comendador Carlos Xavier do Amaral, em 1880. Após a morte de Clara, em 1905, o comendador se casou em 1911 com dona Constança Augusta de Oliveira, alagoana que veio viúva de Maceió e se empregou na fazenda. Carlos morou com a companheira até sua morte em 1915, quando começou loteamento dos terrenos excedentes da fazenda. Dona Constança foi a última residente na fazenda até sua morte em 1943, e sem deixar filhos, teve como herdeiros seus funcionários Luiz Carlos do Lago e Joanna Thereza Vieira de Lima, e seu sobrinho Celso Jacobina. A casa sede da fazenda foi leiloada, assim como todos os seus itens históricos (como exemplo uma pia doada à fazenda por dona Maria I de Portugal e uma cadeira dada por dom Pedro II em uma de suas passagens pela fazenda). Na localidade hoje ainda existe a sede da fazenda, porém totalmente descaracterizada. 

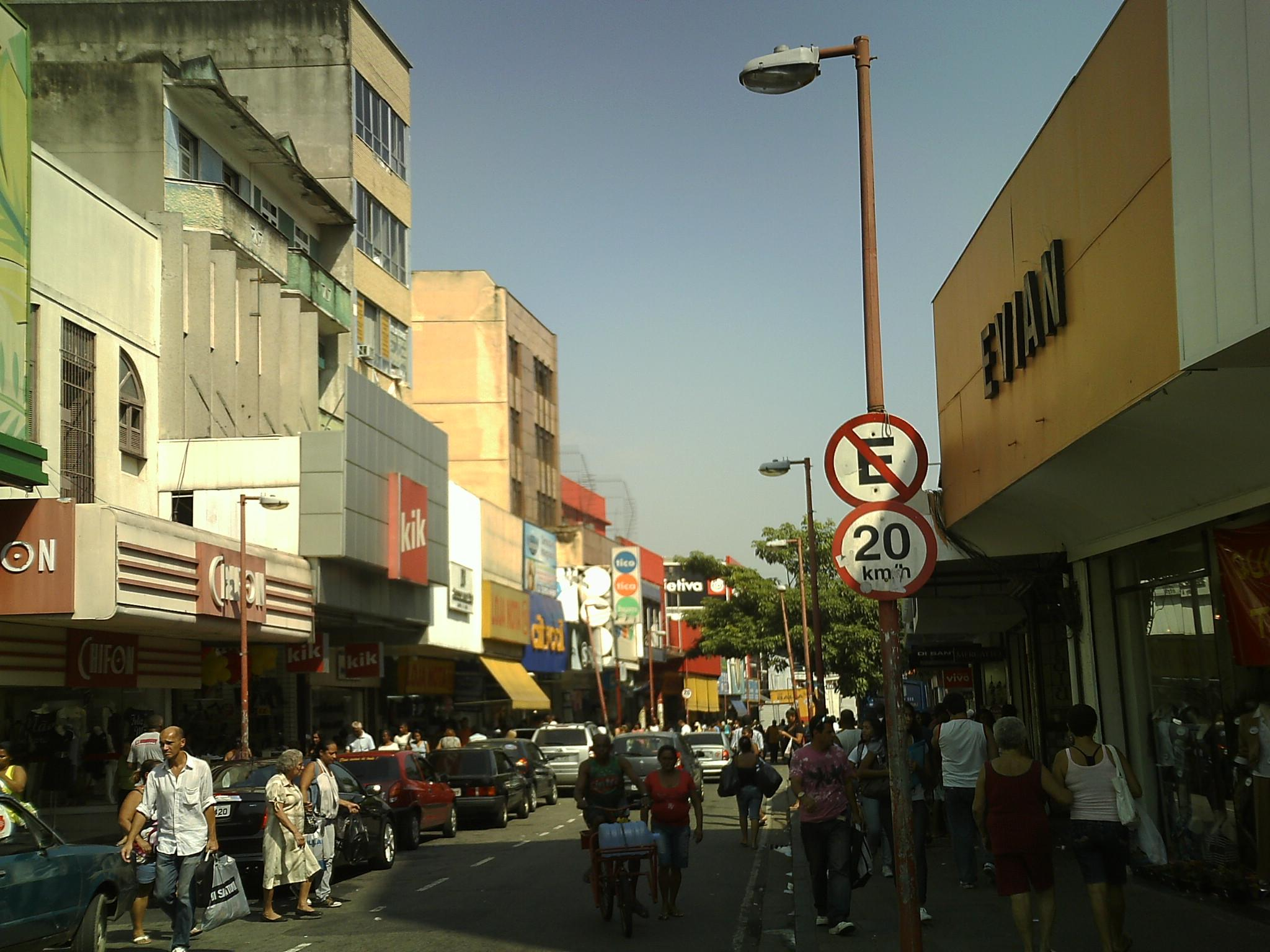
Avenida Ministro Edgar Romero, próximo à Estação de Madureira.

Em 1890, foi inaugurada, na presença de personalidades famosas da localidade, como dona Clara Joaquina Simões do Amaral, no bairro, a Estação Madureira, que recebeu essa denominação em homenagem ao antigo boiadeiro e proprietário de terras da região. A denominação, sugestão de Clara, ajudou a consolidar o nome de Madureira ao nascente bairro. 
Em 1897, foi inaugurada a Estação Dona Clara, num terreno doado pelo comendador Carlos Xavier e dona Clara. Neste terreno, hoje situa-se a praça do Patriarca. 
Em 1908, foi inaugurada a Estação Inharajá, rebatizada para Estação Magno em 1928.

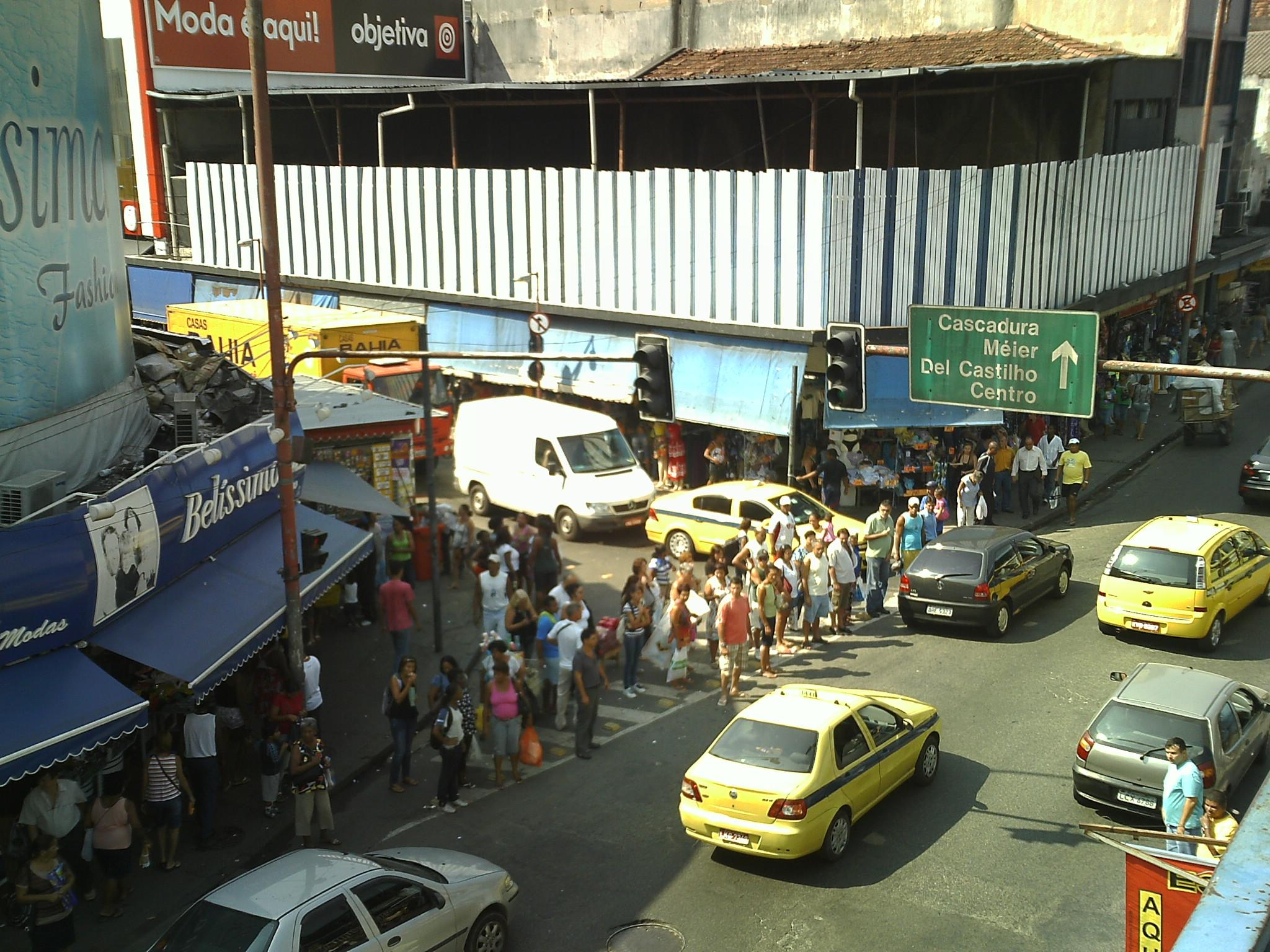
Rua Carolina Machado, na esquina com a Avenida Ministro Edgar Romero.

No ano de 1914, surgiu o primeiro clube de futebol da região: o Fidalgo Futebol Clube, que, mais tarde, daria origem ao Madureira Esporte Clube. Nesse mesmo ano, foi inaugurado o mercado de Madureira, embrião do atual Mercadão de Madureira.
Em 1916, os bondes a tração animal começaram a ser substituídos por bondes elétricos, processo que somente foi concluído em 1937, com a desativação da Estação Dona Clara. Com esse fato, a parte do bairro que era chamada de Dona Clara passou a se nomenclaturar por Madureira, desaparecendo como referência geográfica, processo semelhante ao que se repetiu posteriormente com o sub-bairro Magno.
Na década de 1960, foi construído o Viaduto Negrão de Lima, à época o maior do município. Na década de 1990, embaixo do viaduto, teve início um dos principais movimentos culturais do bairro e da cultura negra da cidade: o Baile Charme de Madureira, considerado atualmente o maior do país.
Em 2012, foi inaugurado o Parque Madureira.

## Geografia
Segundo dados de 2003 da Prefeitura do Rio de Janeiro, Madureira ocupa uma extensão de 378,76 hectares, tendo uma altíssima taxa de urbanização (99,93%). Possui uma população de 49 546 habitantes (embora sua população flutuante seja bem maior que isso) distribuídos em 15 400 domicílios (média de 3,21 habitantes por domicílio).

## Administração
O bairro de Madureira é sede da região administrativa de Madureira. Os bairros integrantes dessa região administrativa são: Madureira, Campinho, Cascadura, Cavalcanti, Engenheiro Leal, Honório Gurgel, Oswaldo Cruz, Quintino Bocaiúva, Rocha Miranda, Turiaçu e Vaz Lobo. A região administrativa, por sua vez, está subordinada à subprefeitura da Zona Norte.

## Economia
O comércio do bairro conta com várias lojas, com várias galerias comerciais, com o Madureira Shopping Rio, o Shopping São Luiz (Shopping dos Peixinhos), o Polo 1, o "Tem Tudo", o Portela Shopping e diversas lojas de rua. É um dos maiores polos comerciais do município, atraindo pessoas de diferentes bairros do município em busca de variados produtos e serviços.

### Mercado Popular

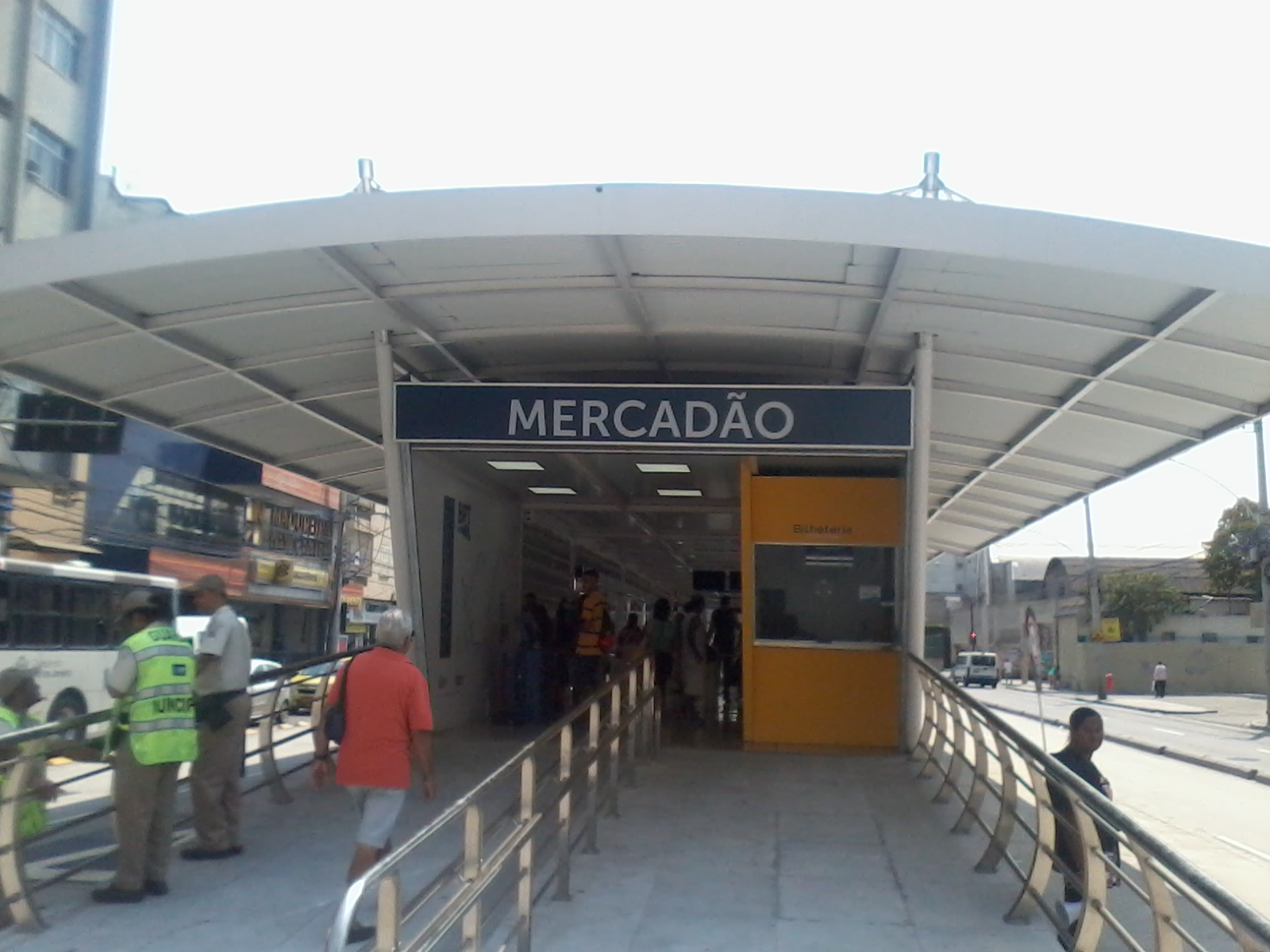
Estação do BRT em frente ao Mercadão de Madureira, o maior mercado popular do país.

Madureira é um centro comercial que possui vários estabelecimentos, dentre os quais destaca-se um cuja história se confunde com a do próprio bairro: o Mercadão de Madureira, no início uma grande quitanda de hortifrutigranjeiros. As origens do assim chamado "Mercadão" remontam à República Velha, quando, em 1914, foi inaugurado o Mercado de Madureira, ponto de venda de produtos agrícolas. Ele mudou de sede em 1916 e passou por uma ampliação em 1929. No ano de 1959, o presidente Juscelino Kubitschek inaugurou o novo Mercadão de Madureira, no local onde se encontra até hoje (Avenida Ministro Edgard Romero). Como reflexo, o bairro passou a ser um dos maiores arrecadadores de Imposto sobre Circulação de Mercadorias e Serviços (ICMS) da cidade. A concorrência que passou a enfrentar por parte da CEASA motivou a diversificação de produtos vendidos por suas 650 lojas. No dia 15 de janeiro de 2000, o Mercadão sofreu um incêndio que danificou boa parte de suas instalações, tendo sido recuperado posteriormente e reinaugurado a 5 de outubro de 2001. É tido hoje como sendo o maior mercado popular do Brasil, não podendo ser confundido com um camelódromo.

### Shopping Center

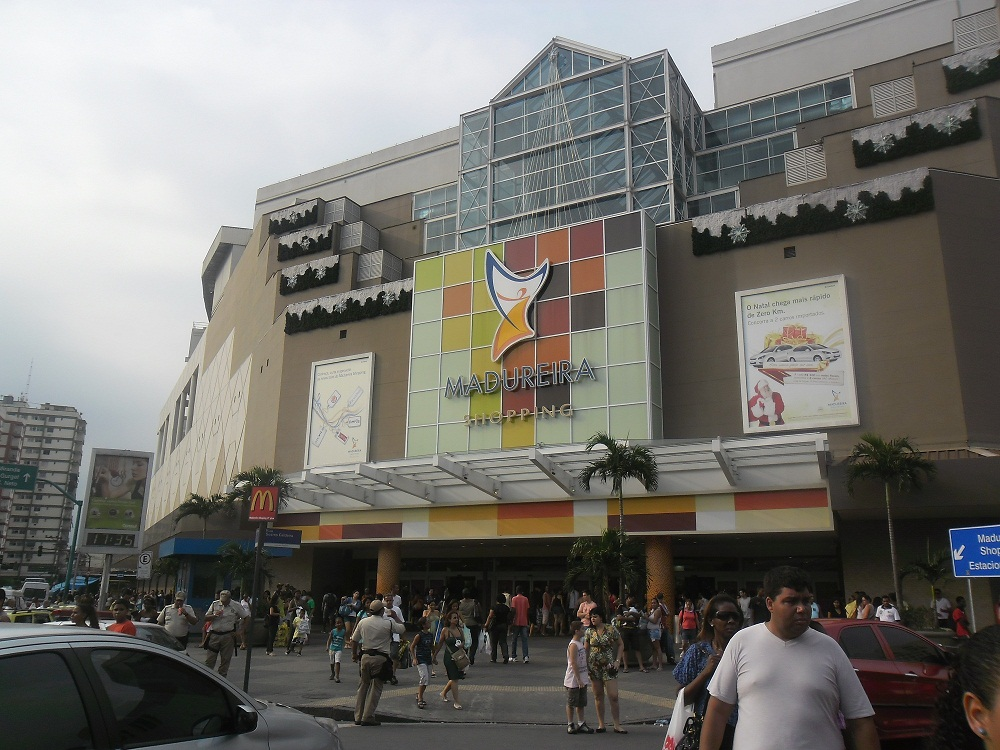
Entrada principal do Madureira Shopping.

O principal shopping do bairro é o Madureira Shopping, um centro integrado de lojas e salas comerciais. Foi inaugurado em abril de 1989 sob projeto do escritório Coutinho, Diegues e Cordeiro Arquitetos. Dentro dele, está localizada a unidade Madureira da Universidade Estácio de Sá Em julho de 2011, foi atingido por um incêndio em seu terceiro andar. No final do mesmo ano, anunciou altos investimentos, como o cinema 4D, a contratação de um novo superintendente e uma milionária campanha de natal. Estima-se que, em média, cerca de 45 mil clientes o frequentem diariamente.

## Infraestrutura

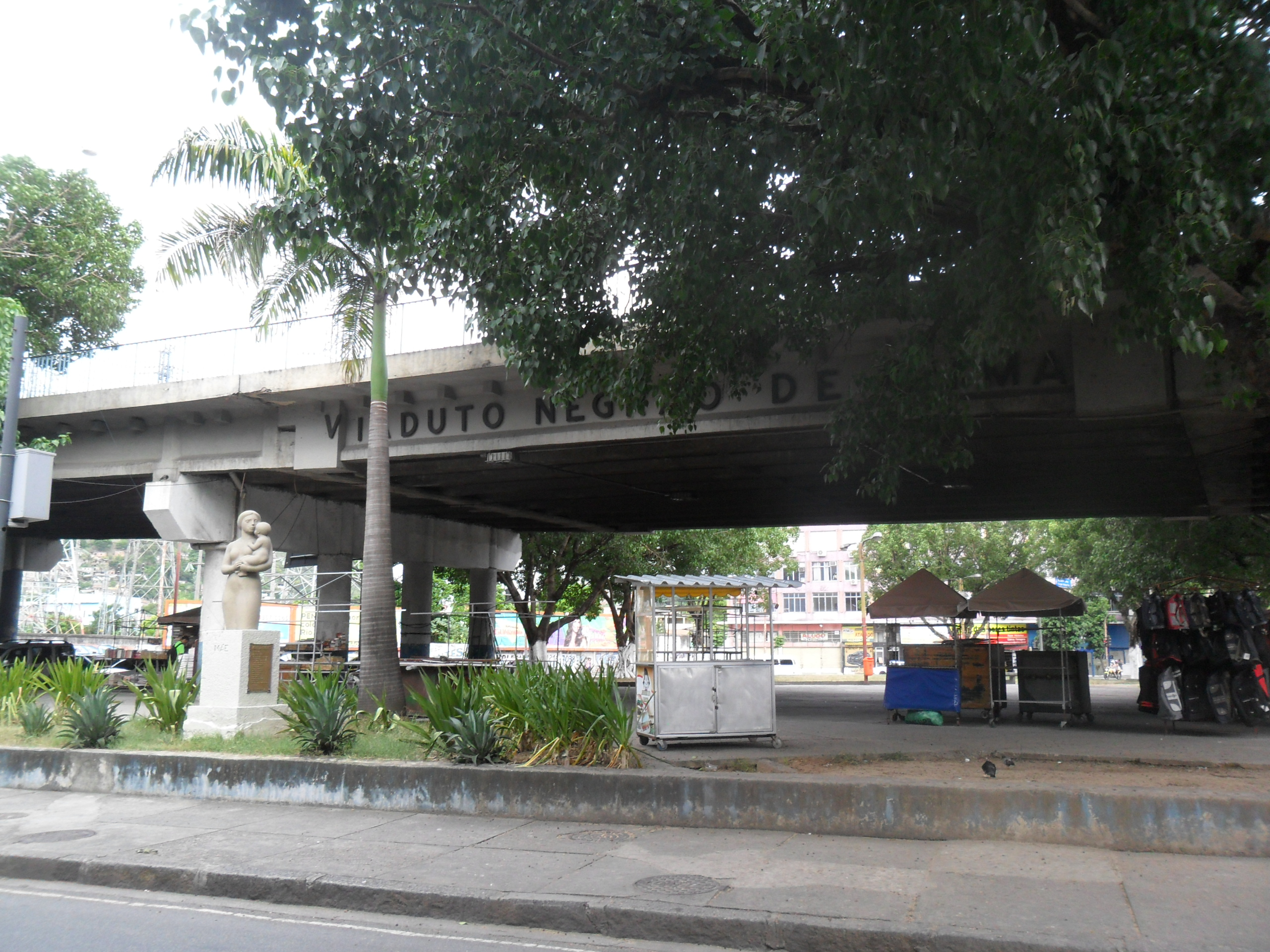
Viaduto Prefeito Francisco Negrão de Lima

No quesito serviços, Madureira dispõe dos mais diversos, no bairro e em suas adjacências:
- Unidades de Saúde Públicas: Maternidade Herculano Pinheiro, Unidade de Pronto Atendimento Madureira e Clínica da Família Praça do Patriarca.
- Escolas Públicas: I.E. Carmela Dutra, E.M. Ministro Edgard Romero, E.M. Cardeal Arcoverde, C.E. Manaceia Manuel José de Andrade, C.E. Astolfo Rezende, C.E. Cidade de Lisboa, E.M. Luís Carlos da Fonseca
- Escolas Particulares: Bahiense, Elite, GPI, Lemos de Castro, Martins, Tamandaré, C.E. Santa Mônica, Ponto de Ensino (Pensi), e Wakigawa.
- Cursos preparatórios: Curso Maxx, Ponto de Ensino, Elite, Tamandaré, Martins e Degrau Cultural.
- Campus da Universidade Estácio de Sá.

### Transportes

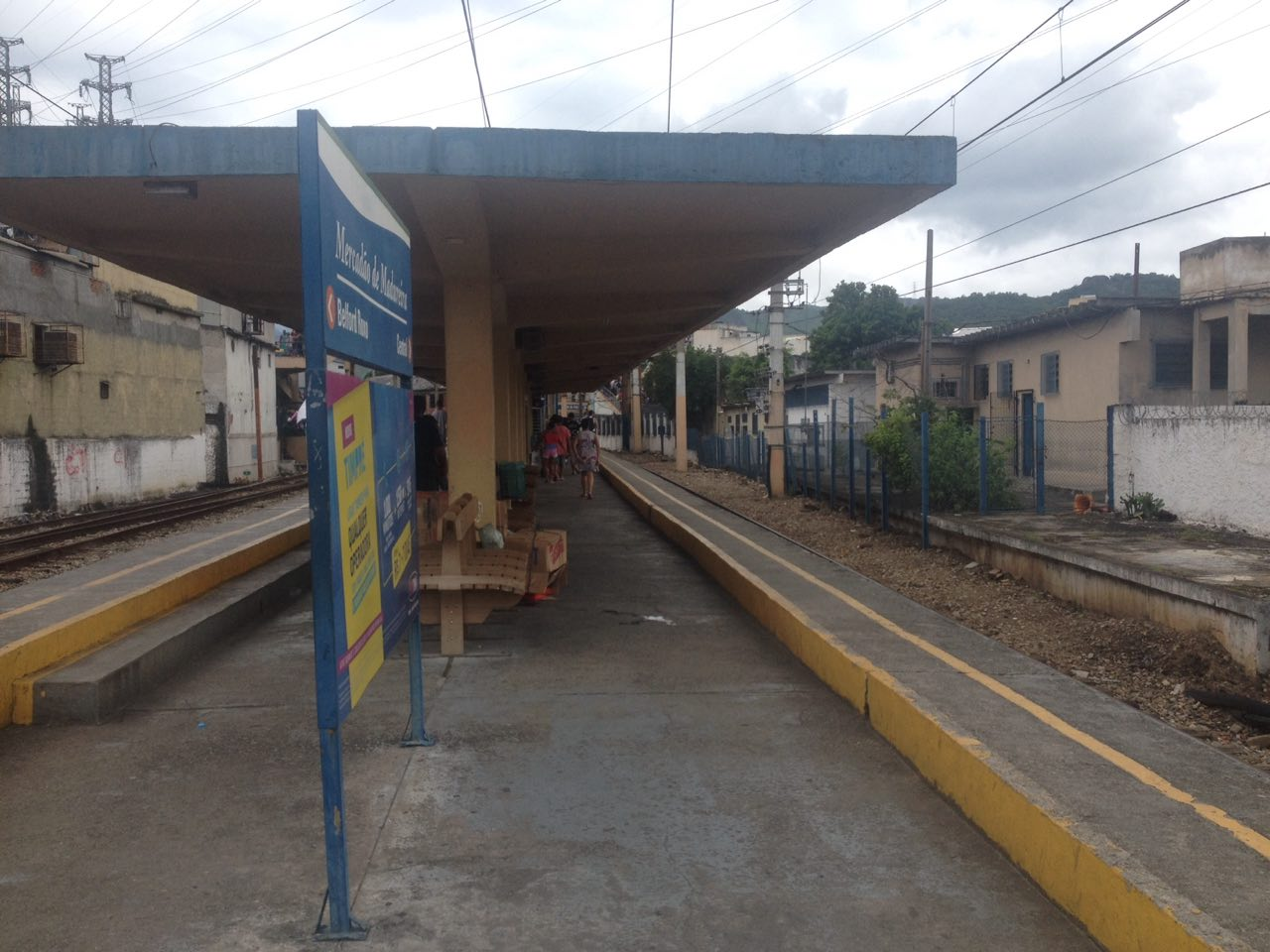
Estação ferroviária Mercadão de Madureira (Magno), do ramal de Belford Roxo.

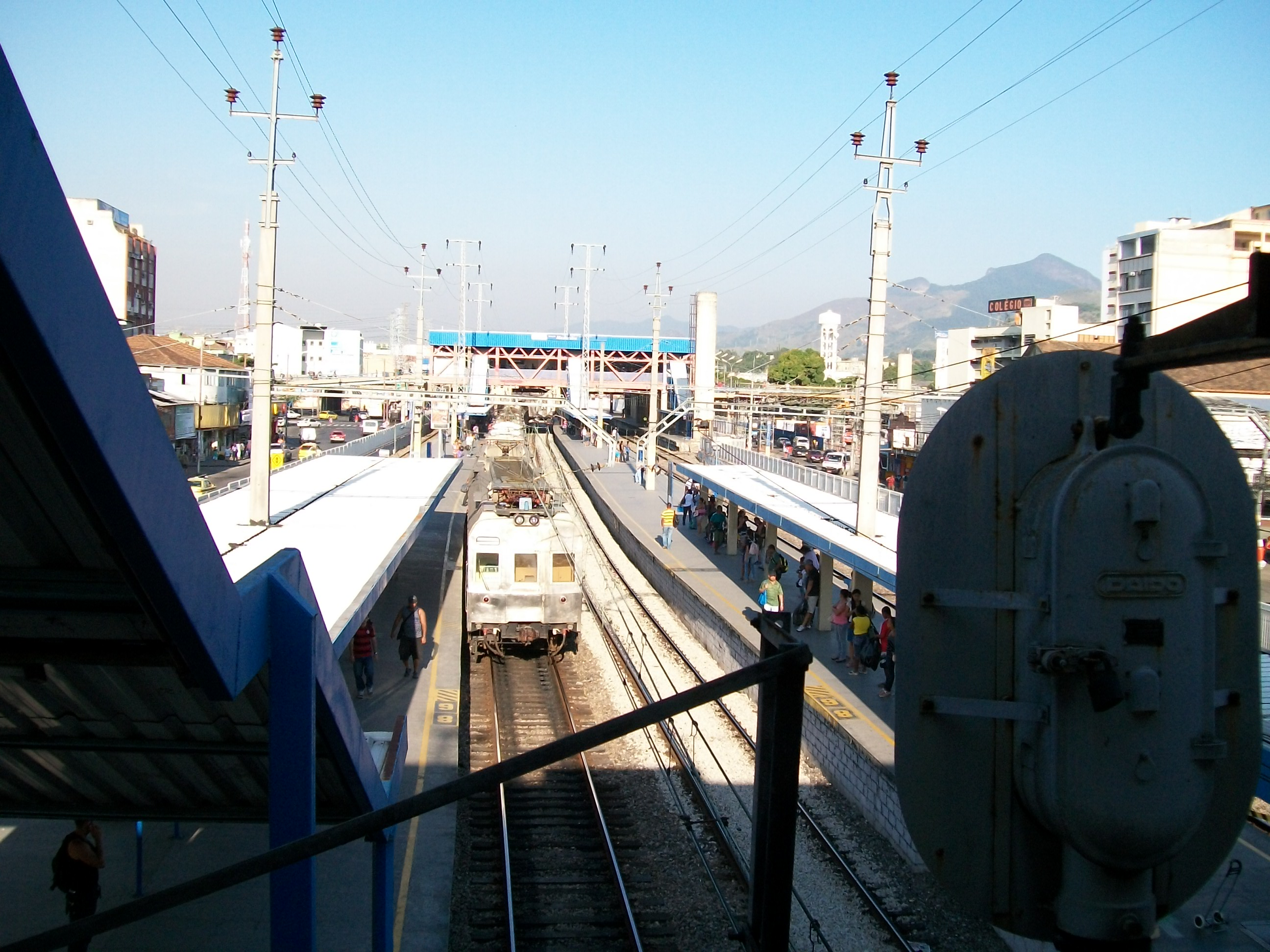
Estação ferroviária Madureira, dos ramais de Deodoro, Santa Cruz e Japeri, em 2011.

O bairro de Madureira é conhecido como "Coração da Zona Norte" muito pela disponibilidade do transporte da região, tendo quatro ramais de trem da cidade cortando o bairro e inúmeras linhas de ônibus que ligam o bairro não somente aos bairros da Zona Norte, mas também a Zona Central, Zona Oeste, Baixada Fluminense, Niterói e São Gonçalo.
A linha de trem chegou ao bairro em 1858 e, como sua construção é posterior, este se dividiu em três partes. Os trens que por ali passam interligam o Centro da cidade com o bairro de Santa Cruz, na Zona Oeste, e com os municípios da Baixada Fluminense como Belford Roxo e Japeri e com o município de Paracambi, pertencente ao Vale do Café, embora todos ainda no chamado Grande Rio. No bairro estão situadas as estações de Madureira (Ramais Deodoro; Santa Cruz; Japeri) e do Mercadão de Madureira (Ramal Belford Roxo), a última anteriormente chamada de Magno.
Madureira também conta com várias linhas de ônibus que atravessam o bairro e o liga as diversas Zonas da cidade do Rio de Janeiro e localidades da Região Metropolitana. No bairro, há um terminal rodoviário - de onde partem as linhas 700, 701, 708D, 718D, 719D, 761, 762, 763, 764, e 780 -, além de três estações do BRT TransCarioca que interliga o terminal Alvorada na Barra da Tijuca ao Aeroporto Internacional Antônio Carlos Jobim no Galeão, e é ponto final de diversos ônibus municipais como 254, 355, 618, 676A, 702A, 734, 766, 774, 775, 777, 910, 918, 940, entre outros.

## Cultura

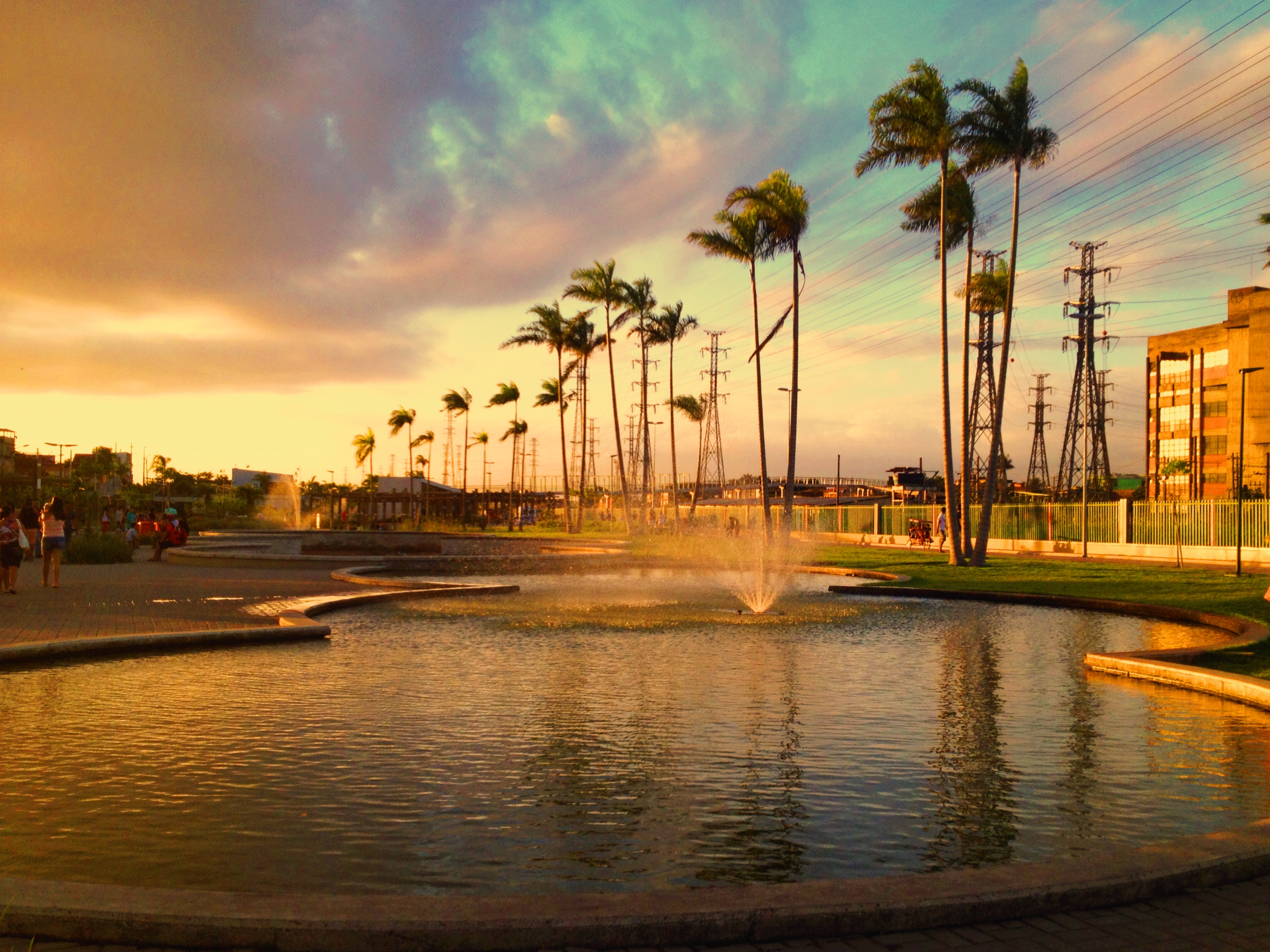
Ocaso do sol no Parque Madureira.

Embora rico quando o assunto é samba, o mesmo não se pode dizer das artes cênicas. A exemplo do que ocorreu em outros locais do subúrbio carioca, os teatros de Madureira há alguns anos perderam espaço para os cinemas de rua e estes depois para os atuais shoppings centers, os quais, hoje, são uma das maiores opções de lazer. O Parque Madureira é terceiro maior parque e quarta maior área verde do Rio de Janeiro, se tornou uma opção de lazer, tanto para os moradores do bairro quanto para os de outras regiões, com seus atrativos (pista de esqueite, ciclovias, bosques e riacho) e shows frequentes.  

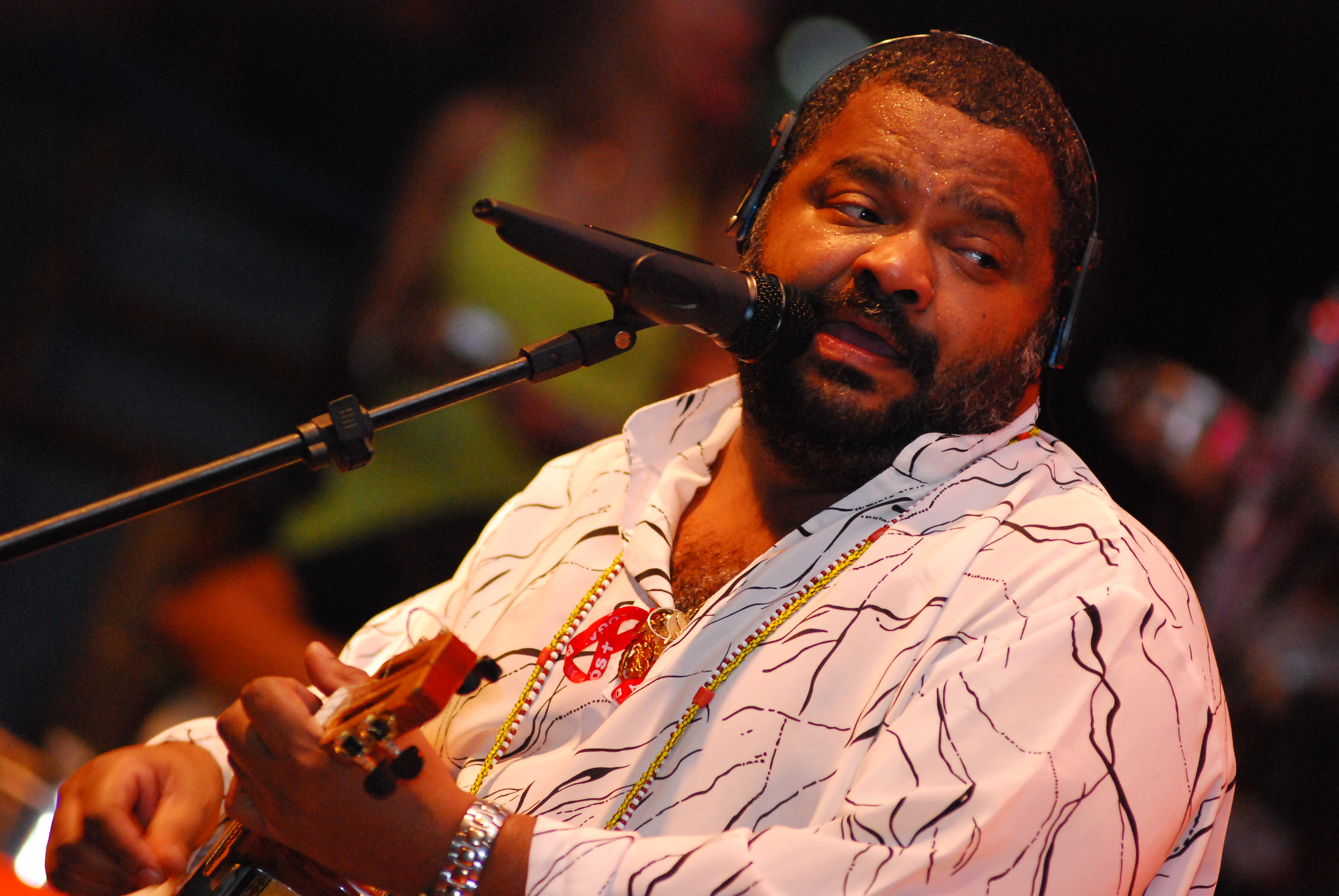
Sambista Arlindo Cruz, criado no bairro: foi ele quem criou a letra da música "Meu Lugar", que fala sobre Madureira.

O bairro foi cantado em verso e prosa por diversos compositores e intérpretes conhecidos da MPB, tendo ficado famoso na voz de Clara Nunes, Beth Carvalho, Caetano Veloso, Arlindo Cruz, Cássia Eller, Vanessa da Mata, Zeca Baleiro, Paulinho da Viola, Grupo Revelação, Jorge Ben Jor, Gerson King Combo, Os Originais do Samba, Raimundos e Zeca Pagodinho. Ficou muito conhecida também como tema da música Meu Lugar, de Arlindo Cruz, e como inspiração para o bairro fictício "Divino" da telenovela Avenida Brasil, da Rede Globo.
Tem, também, o antigo Imperial Basquete Clube, que, hoje, é a Galeria Imperial, localizada no início da estrada do Portela, onde eram realizadas as melhores tardes dançantes de 1964. E também as melhores quadrilhas de festa junina, premiadas por vários anos. 

### Carnaval

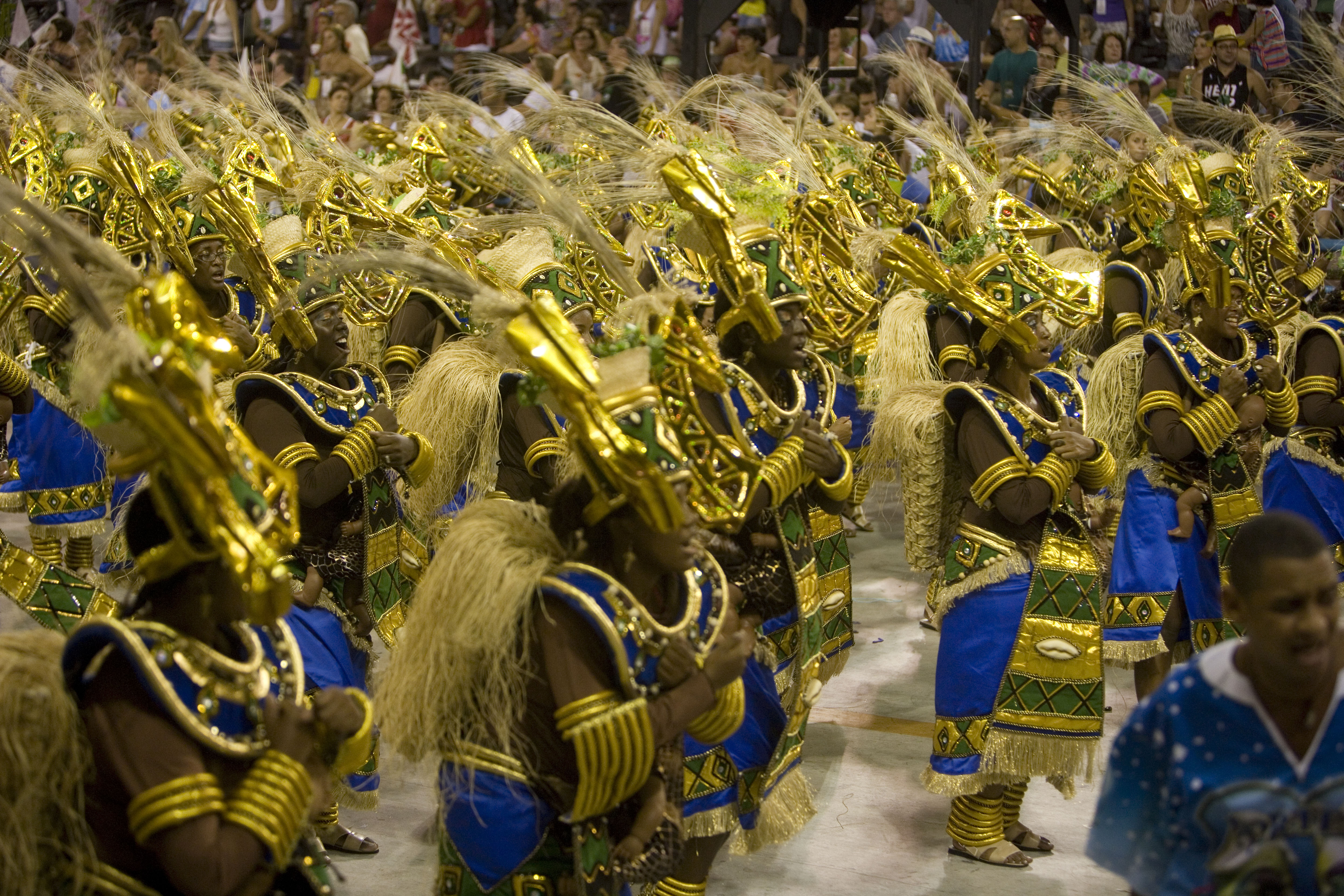
Desfile da Portela em 2009.

O bairro é conhecido também como "O Berço do Samba", pois, têm sede em Madureira, duas das maiores escolas de samba do Carnaval do Rio de Janeiro: o Império Serrano (9 vezes campeão do carnaval) e a Portela (22 vezes campeã do carnaval) ao todo as duas escolas foram 31 vezes campeãs do Grupo Especial do carnaval carioca, sendo assim Madureira tem mais títulos que qualquer outro bairro ou comunidade do Rio de Janeiro. Além disso o bairro é conhecido por abrigar diversos blocos de carnaval o que faz o bairro ser uma referência do carnaval carioca.
A pintora modernista Tarsila do Amaral fez, em 1924, uma obra chamada "Carnaval em Madureira", em referência clara ao bairro e ao carnaval carioca. Não se sabe se ela visitou o bairro, mas ela estava no Rio de Janeiro durante o carnaval de 1924. Na obra, ela desenha a Torre Eiffel, ao lado da qual voa um dirigível (uma referência a Santos Dumont), tudo isso no meio de Madureira. Ela abusa das cores e das formas e pinta o carnaval no bairro com a presença pertinente de mestiços.

### Baile Charme
O Baile Charme de Madureira é o maior desse gênero no Brasil, levando aproximadamente duas mil pessoas nos dias do evento ao Viaduto Negrão de Lima. Foi criado em 1990 por camelôs do bairro que curtiam discotecagem e aproveitavam os finais de semana no baile charme do clube Vera Cruz no bairro da Abolição, mas que queriam criar o seu próprio baile. Inicialmente apoiados por equipamentos emprestados pelo DJ Marlboro, os camelôs de Madureira, vendendo cópias de artigos originais a preços populares, utilizaram a parte inferior do Viaduto Negrão de Lima para eventos de black music. Eles cobriam os custos do evento com a venda das bebidas e, assim, os amigos fundaram o Baile Charme na Rua.

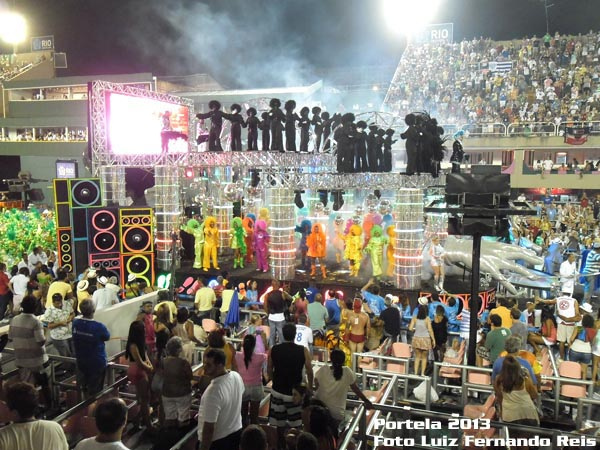
Carro alegórico da Portela de 2013, que homenageava o Baile Charme.

Segundo DJ Michell, um dos criadores do baile, o termo "charme" foi cunhado pelo DJ Corello, entre 1979 e 1980, em um baile que acontecia no clube Mackenzie no Méier. No set de música lenta, Corello falava para a plateia: "chegou a hora do charminho, transe seu corpinho bem devagarinho".
Com a alta do movimento hip-hop no Rio de Janeiro e a identificação deste público com a Música Negra em geral, os jovens cariocas, especialmente os negros, passaram a frequentar cada vez mais o Baile Charme de Madureira. Atualmente, o hip-hop, o new jack swing e o R&B têm presença definitiva no repertório e contam com diferentes gerações de amantes da Música Negra.
Há, no baile, a tradição de premiar os "charmeiros de destaque" com o Prêmio Halley, uma referência a um dos frequentadores mais antigos do espaço. 
No ano de 2013, o Viaduto de Madureira foi definitivamente entregue ao Baile Charme. O prefeito Eduardo Paes declarou, no Diário Oficial, o Baile Charme do Viaduto de Madureira como "Bem Cultural de Natureza Imaterial" da cidade do Rio de Janeiro.

### Comunicação
Para disseminar a cultura do bairro, Madureira conta com a Rádio Comunitária BICUDA FM 98,7 MHz, que no dia 3 de março de 2013 recebeu a outorga definitiva nº 002/2013-RJ, atestada pelo Ministério das Comunicações / República Federativa do Brasil. Desde abril de 2009 no ar, a Bicuda FM busca promover a educação ambiental, a democratização da comunicação e as expressões culturais da Zona Norte. São esses os objetivos da Rádio Comunitária Bicuda FM 98,7 MHz, o veículo de comunicação daorganização não governamental Bicuda Ecológica. Sua transmissão alcança Madureira, Irajá, Vicente de Carvalho, Vila da Penha, Vila Kosmos, Colégio, Rocha Miranda, Guadalupe, Oswaldo Cruz, Campinho, Tomás Coelho e Vaz Lobo, além de transmitir pela internet através do endereço http://www.bicuda.org.br e também em celulares mais modernos.

### Escoteiros
O bairro possui um grupo de escoteiros do ar: o 55º Grupo Escoteiro do Ar Júlio Verne, que, em 2013, completou 15 anos, e que costuma realizar suas reuniões no Parque Madureira e na igreja de São Luiz Gonzaga.

### Paróquias
No aspecto religioso, o bairro tem adeptos de diversas religiões. Da religião católica, encontram-se as seguintes paróquias:
- Santo Sepulcro

End.: Rua Sanatório, 310
Tel: 3899-4750 Pároco: Pe. Ademir Martini, SDV Até a década de 1970, era um mosteiro de frades da Ordem dos Franciscanos.
- Nossa Senhora da Glória

End.: Rua Candiru, s/n
- Santa Clara

End.: Rua Sanatório, 802
- Santo Antônio

End.: Rua Iguaçu, 360 c/ 56
- São Brás

End.: Rua Andrade Figueira, 158 Pároco: Padre Nivaldo Alves dos Anjos Júnior Diáconos: Valdir Bernardino Bastos (P), João Luiz da Roza (P), Marcelo Pulcherio (P) e Sidney (P).
- Santo Antônio (Capela de São Brás)

End.: Rua Licurgo, 133  - Serrinha
- São José da Pedra (Capela de São Brás)

End.: Rua Alves, s/n - Morro de São José.
Os visitantes da capela, construída entre 1901 e 1904 e reconstruída em 1931, são brindados com uma visão panorâmica da região. Segundo a tradição, em fins do século XIX, um grupo de caçadores subiu o morro buscando se abrigar da chuva. Lá, encontraram uma imagem de São José em cima de uma pedra. Ao interpretar o fato como um milagre, iniciou-se a devoção ao local onde foi erguida a capela. A escadaria somente foi construída em 1978, facilitando o acesso. Os fiéis que frequentam a igreja gostam de lembrar que ela tem um degrau a mais do que a famosa escadaria da Igreja da Penha, no bairro da Penha.
- Nossa Senhora Aparecida (Capela de São Brás)

End.: Rua Tatuí, 125  - Cajueiro
- Nossa Senhora das Graças (Capela de São Brás)

End.: Rua Firmino Fragoso, 270  - Madureira - próx. Madureira Shopping
- São Luiz Gonzaga

26 de outubro de 1915 - SB/4ª - 7320/04 End.: Rua Manuel Martins, 43 Tel: 2451-0626 (casa Paroquial)
Pároco: Pe. Paulo Cardoso Diácono: João de Barros Almeida (P)
- São Sebastião (Irmandade de São Sebastião de Dona Clara)

End.: Rua Alaide, 63
Antiga capela da fazenda Dona Clara.
Entre os evangélicos, Madureira também é conhecida por ter sido a localidade onde teve início o Ministério de Madureira e onde foi fundada a Convenção Nacional das Assembleias de Deus no Brasil (CONAMAD), pelo pastor Paulo Leivas Macalão (1903-1982) nos anos de 1930, hoje sendo uma das maiores convenções representantes da igreja no Brasil e no mundo, tendo, como seu principal templo, a Catedral da Assembleia de Deus em Madureira, fundada na Rua Carolina Machado, 174, em maio de 1953.

## Esporte

Escudo do Madureira E.C.

Há, em Madureira, um dos maiores clubes do subúrbio do Rio de Janeiro, o Madureira Esporte Clube, que tem, como principal esporte, o futebol. Foi fundado em 1914 por comerciantes do bairro com o nome de Fidalgo Futebol Clube. Se uniu em 1971 a outros três clubes do bairro: o Madureira Atlético Clube, o Madureira Tênis Clube e o Imperial Basquete Clube, a fim de ampliar suas atividades esportivas, alterando o nome para o atual. O clube é muito querido no bairro e é considerado o segundo clube de coração de muitas pessoas da região do clube. Tem muita regularidade de desempenho, quase sempre se mantendo na Primeira Divisão do campeonato estadual de futebol.

## Principais vias
- Avenida Ministro Edgar Romero - principal do bairro, começa na Rua Carolina Machado e termina no antigo Largo de Vaz Lobo (próximo ao Cine Vaz Lobo), onde se difunde pelas Avenidas Monsenhor Félix (uma das principais de Irajá e acesso a Estação Irajá do Metrô Rio) e Vicente de Carvalho (principal deste bairro e acesso a Estação Vicente de Carvalho do Metrô Rio, Vila da Penha e Penha Circular). É onde se encontra o Mercadão de Madureira.
- Estrada do Portela - Começa na frente da Escola de Samba Império Serrano. É onde se localiza o Madureira Shopping e a maior parte comercial do bairro. Esta via vai até o encontro da Estrada do Sapê com a Avenida dos Italianos, já em Rocha Miranda.
- Rua Conselheiro Galvão - É paralela a Estrada do Portela, seguindo pelo outro lado da linha férrea do ramal Belford Roxo. Onde se encontra o Madureira Esporte Clube e o estacionamento do Mercadão.
- Rua Carolina Machado - Paralela à linha férrea do ramal Deodoro. Começa em Cascadura e segue até depois de Marechal Hermes, quase na Avenida Brasil.
- Rua João Vicente - Paralela a linha férrea do ramal Deodoro, no lado que dá acesso a Jacarepaguá, Vila Valqueire e Campo dos Afonsos.
- Rua Padre Manso - Liga a Avenida Ernani Cardoso ao Bairro de Madureira, próximo a um acesso do Viaduto Negrão de Lima.
- Viaduto Prefeito Francisco Negrão de Lima - Integra o bairro, que é cortado por quatro linhas férreas.
- Rua Domingos Lopes - Liga a rua João Vicente ao bairro de Campinho / Jacarepaguá. É onde se encontra o Mergulhão Clara Nunes construído para a passagem do BRT Transcarioca e a Praça do Patriarca.
- Estrada Intendente Magalhães - Liga Madureira, (embora erroneamente digam que seu inicio seja em Campinho) a Vila Valqueire e Campo dos Afonsos. Serve de via alternativa a Rua João Vicente no trajeto entre Madureira e Marechal Hermes.
- Estação de Madureira - Principal estação ferroviária do bairro, dispondo dos ramais Santa Cruz (Expresso), Japeri (Expresso) e Deodoro (Parador).
- Estação Mercadão de Madureira - Antigamente chamada de Estação de Magno, dispõe do ramal Belford Roxo (Parador).

## Na cultura popular

### Canções
- Samba de Madureira, por Arlindo Cruz e Sombrinha
- Alo Madureira, por Arlindo Cruz
- Meu lugar, por Arlindo Cruz
- Madureira, por Heitor dos Prazeres
- Madureira, lugar da raça, por Leci Brandão
- São José de Madureira, por Zeca Pagodinho
- Madureira chorou, por Jair Rodrigues
- Vampiro de Madureira, por MC Carol & MC Gorila

### Cinema
- No filme Um Ano Inesquecível - Verão, de Cris D'Amato (2023), uma moça consegue uma vaga de costureira na Portela, e descobre o universo do carnaval. [18]
- A estação de Madureira aparece no filme Boca de Ouro de Nelson Pereira dos Santos (1963). [19]
- A estação de Madureira aparece na novela Pão-Pão, Beijo-Beijo de Gonzaga Blota, Henrique Martins e Atílio Riccó (1983) [20]

### Literatura
- O título do romance Madureira quase chorou, de Betty Steinberg (2022), faz referência ao samba Madureira chorou. [21]
- No conto Amor de Carnaval, de Thalita Rebouças, da coletânea de narrativas Um Ano Inesquecível (2015), uma jovem consegue uma vaga de costureira na Portela e descobre o universo do carnaval. [22]
- O enredo do romance O Grande Dia, de Pierre Cormon (2024), gira em torno do desfile de uma escola de samba imaginária, a Unidos de Madureira. Várias cenas se passam em Madureira e no Mercadão de Madureira. [23]